# Lubatówka
Lubatówka est une localité polonaise de la gmina d'Iwonicz-Zdrój, située dans le powiat de Krosno en voïvodie des Basses-Carpates.